# Achtpunktiger Kiefernprachtkäfer
Der Achtpunktige Kiefernprachtkäfer (Buprestis octoguttata, Syn.: Buprestis albopunctata Schaeffer, 1776) ist ein Käfer aus der Familie der Prachtkäfer und Unterfamilie der Buprestinae. Er wird auch Achtfleckiger Prachtkäfer genannt. Das neun bis achtzehn Millimeter lange Tier kann mit dem Neunfleckigen Prachtkäfer verwechselt werden.
| Bilder des Achtpunktigen Kiefernprachtkäfers |                                     |
| |                                     |
| Bild 1: von der Seite | Bild 3: Larve der Gattung Buprestis |
| |                                     |
| Bild 4: von vorn |                                     |
| Bild 2: Teilansicht der Unterseite rechts teilweise eingefärbt grün: Prosternalfortsatz der Vorder- brust, blau: Mittelbrust, gelb: Hinterbrust, orange: Hinterhüften, rot: Episternen der Hinterbrust |                                     |
| Bild 5: von unten |                                     |

Die Art ist wie die meisten Prachtkäfer gemäß der  Bundesartenschutzverordnung gesetzlich besonders geschützt. In der Roten Liste gefährdeter Arten Deutschlands und in Brandenburg wird die Art unter der Kategorie 3 (gefährdet) geführt. In Sachsen-Anhalt gilt sie als stark gefährdet, in Rheinland-Pfalz als sehr selten.

## Bemerkungen zum Namen und Systematik
Die Erstbeschreibung der Art erfolgte durch Linnaeus 1758 als zweite Art der 184. Gattung mit den Worten: Buprestis elytris fastigiatis muticis maculis quatuor albis, corpore caeruleo (lat.: Prachtkäfer mit zugespitzten Flügeldecken mit vier abgestutzten weißen Flecken, Körper blau).  Dies erklärt den Artnamen octoguttāta (lat. ócto, acht und guttātus, betropft, mit acht Tropfenflecken).
Die Gattung Buprestis wurde bereits bei Einführung der Binominalen Nomenklatur von Linné aufgestellt. Der Name wurde von Linné übernommen und lässt sich in der entomologischen Literatur bis weit vor Linné zurückverfolgen. Allerdings wurde er dort in einem anderen Sinn gebraucht. Schenkling erklärt Buprēstis aus altgr. Bούπρηστις Bōūprestis von βούς, bōūs, Rind, und πρήθω, prētho, “ich blähe auf” als Namen für  einen Käfer bei den Griechen, nach dessen Genuss die Rinder aufschwellen und sterben sollen. Im Insectorum sive minimorum animalium theatrum von Thomas Muffet (veröffentlicht posthum 1634) ist ein ganzes Kapitel dem Buprestis gewidmet. Muffet bezieht sich auf noch ältere Quellen und ordnet Buprestis den deutschen Namen „Quaddler“ zu, weil seine Berührung Quaddeln hervorruft. Noch ältere Abbildungen lassen an eine Art Maiwurm (Meloe) denken, die Abbildungen bei Muffet aber auch an Laufkäfer.
Linné rechnet in der Regel noch jeden Prachtkäfer zur Gattung Buprestis. Eschscholtz zerlegt die Gattung 1829 in viele Gattungen. Nach ihm verbleiben in der Gattung Buprestis nur die Arten, bei denen zusammen mit weiteren anatomischen Merkmalen das Schildchen hinten abgerundet ist. Heute ist die Gattung Buprestis in Europa  mit vierzehn Arten vertreten, von denen zwölf der gleichen Untergattung angehören, zwei je einer anderen. Weltweit gibt es über hundert Arten in zehn Untergattungen.

## Merkmale
Der Körper ist robust und mehr als doppelt so lang wie breit. Die Oberseite ist abgeflacht (Bild 1, Bild 4). Ober- und Unterseite sind in der Regel stahlblau mit gelben Flecken und kann gelegentlich grün glänzen.
Der Kopf ist von oben gesehen deutlich breiter als lang. Die Vertiefungen, in die die Fühler eingelenkt sind (Fühlerhöhlen), liegen weit voneinander entfernt nahe am Augenrand (Bild 4). Sie sind klein, nicht tief und an den Rändern nicht abgeschnitten. Die elfgliedrigen Fühler sind bereits ab dem dritten Glied nach innen erweitert (gesägt, Bild 4). Die Augen sind groß und bedecken den Großteil der Seiten des Kopfes. Sie berühren nicht die Basis der Oberkiefer. Ihr Hinterrand verläuft parallel zum Vorderrand des Halsschilds, liegt aber nicht direkt an. Der Scheitel ist nicht verengt. Die Oberkiefer sind kräftig, wenig gekrümmt und zweizähnig. Die beiden letzten Kiefertasterglieder sind länglich und gleich groß. Das Lippentasterendglied ist eiförmig und abgestutzt.
Der Halsschild ist vorn auf Kopfbreite verengt, an der Basis am breitesten. Er ist punktiert ohne glatten Mittelstreifen.
Die Flügeldecken sind an der Basis zusammen breiter als der Halsschild. Sie sind ohne Eindrücke gleichmäßig gewölbt. Hinter der Mitte sind sie allmählich zugespitzt, der Rand ist nicht gezähnelt. An der Spitze sind sie abgestutzt und haben einen Innen- und einen Außenzahn. Die Flügeldecken sind gestreift, die Zwischenräumen überall seicht und zerstreut punktiert. Jede Flügeldecke trägt große und eckige Flecke, die symmetrisch zueinander sind. In der Regel ist im Unterschied zum sehr ähnlichen Neunfleckigen Prachtkäfer der Seitenrand der Flügeldecken hinter der Schulter deutlich erweitert und nahe der Schulter gelb gefärbt (In Bild 1 bei voller Vergrößerung gut sichtbar). Das Schildchen ist klein und hinten abgerundet.
Auf der Unterseite sind die Hüfthöhlen der Vorderbrust, in die die Vorderhüften eingelenkt sind, nach hinten offen. Die kugeligen Vorderhüften sind durch einen breiten Fortsatz der Vorderbrust nach hinten (Protosternalfortsatz, Bild 2: grüne Einfärbung) getrennt. Der Protosternalfortsatz ragt über die Mittelbrust (Bild 2: blau) und trennt diese scheinbar. Die Hinterhüften (Bild 2: orange) liegen breit der Hinterbrust (Bild 2: gelb) an und sind nach innen nicht erweitert. Nach hinten sind sie zur teilweisen Aufnahme der Hinterschenkel ausgehöhlt. Die kräftigen Beine tragen alle fünfgliedrige Tarsen (Tarsenformel 5-5-5). Die Krallen sind ungezähnt. Die seitlich neben der Hinterbrust liegende Platte des Außenskeletts (hinteres Episternum, Bild 2: rot) ist nicht durch eine seitliche Verbreiterung des Hinterleibs verdeckt.

## Habitat und Lebensweise

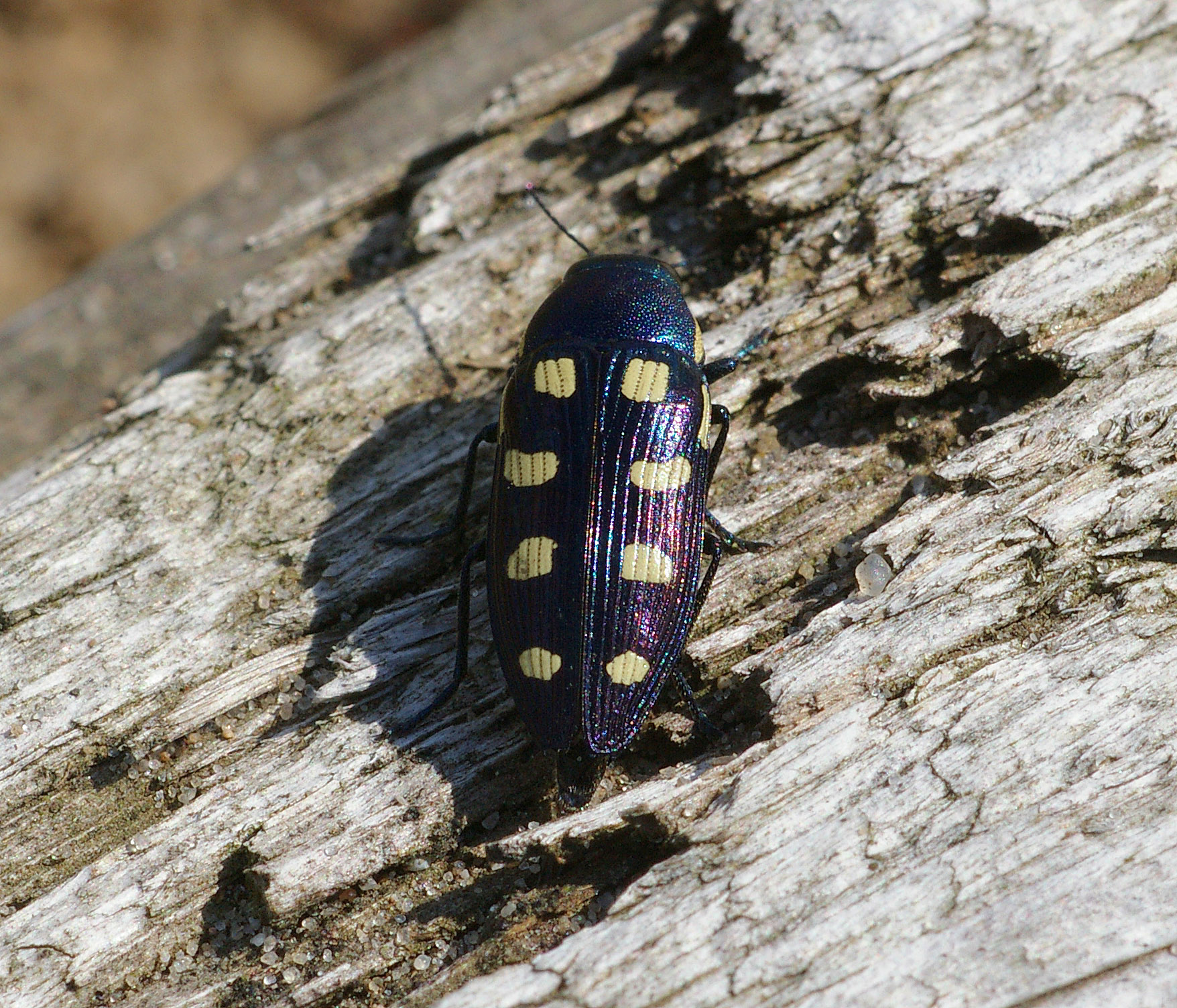
Die Art zählt zu den xylobionten (an Holz lebenden) Käfern. Dieses Weibchen legt gerade Eier in die Ritzen eines in der Sonne liegenden Totholzstückes

Der Achtpunktige Kiefernprachtkäfer bewohnt sonnenexponierte Ränder von Kiefernwäldern und liebt sandige Böden. Die Larven leben in totem Kiefernholz; dabei werden Wurzeln, Baumstümpfe und gefällte Stämme bevorzugt. Die Imagines können auf Bäumen, liegendem Totholz und Wurzeln beobachtet werden.

## Verbreitung
Die Art ist im größten Teil Europas anzutreffen, allerdings regional sehr selten. Das Verbreitungsgebiet erstreckt sich im Norden bis Dänemark, Südnorwegen, Südfinnland und Mittelschweden. Die Art fehlt auf den Britischen Inseln und in den Niederlanden. Weitere Verbreitungsgebiete befinden sich im Kaukasus, in Sibirien und in Nordafrika.